# 오스만 튀르크어
오스만 튀르크어(오스만 튀르크어: لِسَانِ عُثْمَانِى 리사느 오스마니, 튀르키예어: Osmanlı Türkçesi 오스만르 튀르크체시[*]) 또는 오스만어는 오스만 제국의 공용어였다.
현대 튀르키예어와 연결되는 언어를 기초로 하고 있지만 어휘, 어법 면에서 현대 튀르키예어와 크게 차이가 날 만큼 아랍어, 페르시아어의 영향을 많이 받았다.
그 외에도 그리스어 등의 언어로부터 차용해 온 어휘가 많이 존재한다.
경우에 따라서는 튀르키예어 고유의 말이 거의 나오지 않은 문장이 있어 현대 튀르키예어와는 큰 단절을 보인다. 문자는 아랍 문자를 사용하였다.
오스만 제국의 공용어로서 오스만 제국의 영토인 발칸 반도나 아나톨리아, 시리아, 아라비아 반도, 북아프리카 등에서 행정 언어로 널리 이용되었다. 또 제국의 지배층 엘리트가 공유해야 할 교양의 하나로 기능을 했기 때문에 오스만 제국이 지배 하의 여러 민족들을 통합하는 데 큰 구실을 했다.

## 역사
역사적으로 오스만 터키어는 시기에 따라 셋으로 구분된다.
- 고(古) 오스만 터키어(Eski Osmanlıca 에스키 오스만르자[*])

고(古) 아나톨리아 터키어라고도 불린다. 16세기 무렵까지 셀주크 왕조나 아나톨리아의 군후(君侯)국(Beylik 베이릭), 초기의 오스만 제국에서 사용된 언어를 가리킨다.
- 고전 오스만 터키어(Orta Osmanlıca 오르타 오스만르자[*])

오스만 제국 전성기인 16세기부터 19세기 중반의 탄지마트 개혁기까지 사용된 언어를 가리킨다. 주로 행정 문서나 법학서, 문학(운문, 산문) 등에서 사용되었다. 아랍어, 페르시아어의 뚜렷한 영향 아래에서 매우 복잡하고 세련된 문체가 만들어졌다. 일반적으로 오스만 터키어라고 하면 이 언어를 가리키는 경우가 많다.
- 신 오스만 터키어(Yeni Osmanlıca 예니 오스만르자[*])

19세기 중반부터 20세기 초까지 사용된 언어. 신문이나 소설 등 근대적인 매체의 등장에 의해 성립했다. 고전기에 비해 문체는 간략화되어 서서히 구어(口語)의 표현에 가까워지려는 노력이 이루어졌다. 또 프랑스어를 비롯한 많은 외래어가 오스만 터키어에 받아들여졌다. 현대 터키어의 직접적인 기원으로 여겨지고 있다.

## 현재 상황
터키 공화국의 성립과 케말 아타튀르크의 언어 개혁에 의해 오스만 터키어는 공용어로서의 지위에서 멀어졌다. 현재로서는 실질적인 사어가 되었지만, 오스만 제국을 연구하는 학자들을 중심으로 지금도 학습되고 있다.
터키 국내에도 보수 지식인 가운데 일부 오스만 터키어 부활론자가 존재한다.

## 주요 단어
| 한국어 | 오스만 터키어 | 현대 터키어                   |
| ------ | ------------- | ----------------------------- |
| 필요   | وَاجِبْ (바지브) | zorunlu(조룬루)               |
| 문제   | مُشُکُلْ (뮈쉬퀼) | güçlük, sorun(귀츨뤼크, 소룬) |
| 도시   | شَهٍرْ (셰히르)  | kent(켄트)/şehir(셰히르)      |
| 전쟁   | جَنْگ (젠크)    | savaş(사바슈)                 |

## 문자
| 단독 | 어말 | 어중 | 어두 | 이름              | 현대 터키어      |
| ---- | ---- | ---- | ---- | ----------------- | ---------------- |
| ﺍ    | ﺎ    | —    | —    | 엘리프            | a, e             |
| ﺀ    | —    | —    | —    | 헴제              | ', a, e, i, u, ü |
| ﺏ    | ﺐ    | ﺒ    | ﺑ    | 베                | b                |
| ﭖ    | ﭗ    | ﭙ    | ﭘ    | 페                | p                |
| ﺕ    | ﺖ    | ﺘ    | ﺗ    | 테                | t                |
| ﺙ    | ﺚ    | ﺜ    | ﺛ    | 세                | s                |
| ﺝ    | ﺞ    | ﺠ    | ﺟ    | 짐                | c                |
| ﭺ    | ﭻ    | ﭽ    | ﭼ    | 쉼                | ç                |
| ﺡ    | ﺢ    | ﺤ    | ﺣ    | 하                | h                |
| ﺥ    | ﺦ    | ﺨ    | ﺧ    | 흐                | h                |
| ﺩ    | ﺪ    | —    | —    | 달                | d                |
| ﺫ    | ﺬ    | —    | —    | 젤                | z                |
| ﺭ    | ﺮ    | —    | —    | 레                | r                |
| ﺯ    | ﺰ    | —    | —    | 즈                | z                |
| ﮊ    | ﮋ    | —    | —    | 제                | j                |
| ﺱ    | ﺲ    | ﺴ    | ﺳ    | 신                | s                |
| ﺵ    | ﺶ    | ﺸ    | ﺷ    | 쉰                | ş                |
| ﺹ    | ﺺ    | ﺼ    | ﺻ    | 사트, 사드        | s                |
| ﺽ    | ﺾ    | ﻀ    | ﺿ    | 다트, 다드        | d, z             |
| ﻁ    | ﻂ    | ﻄ    | ﻃ    | 트                | t                |
| ﻅ    | ﻆ    | ﻈ    | ﻇ    | 즈                | z                |
| ﻉ    | ﻊ    | ﻌ    | ﻋ    | 아인              | ', h             |
| ﻍ    | ﻎ    | ﻐ    | ﻏ    | 가인              | g, ğ             |
| ﻑ    | ﻒ    | ﻔ    | ﻓ    | 페                | f                |
| ﻕ    | ﻖ    | ﻘ    | ﻗ    | 카프              | k                |
| ك    | ـك   | ـكـ  | كـ   | 케프              | k, g, ğ, n       |
| ڬ    | ـڬ   | ـڬـ  | ڬـ   | 게프¹             | g, ğ             |
| ڭ    | ـڭ   | ـڭـ  | ڭـ   | 네프, 사으르 케프 | n                |
| ﻝ    | ﻞ    | ﻠ    | ﻟ    | 람                | l                |
| ﻡ    | ﻢ    | ﻤ    | ﻣ    | 밈                | m                |
| ﻥ    | ﻦ    | ﻨ    | ﻧ    | 눈                | n                |
| ﻭ    | ﻮ    | —    | —    | 바브              | v, o, ö, u, ü    |
| ﻩ    | ﻪ    | ﻬ    | ﻫ    | 헤                | h, e, a          |
| ﻻ    | ﻼ    | —    | —    | 라멜리프          | la               |
| ﻯ    | ﻰ    | ﻴ    | ﻳ    | 예                | y, ı, i          |

1게프의 올바른 오토만 변형은 ﻙ의 "미니 카프"와 گ의 두 배 위쪽 스트로크를 갖는다. 이 기능은 확실히 현재 글꼴에서는 드물다.

## 같이 보기
- 튀르키예어
- 아랍어
- 페르시아어
- 그리스어
- 오스만 제국
- 터키
- 터키의 언어 순화 운동